# Kaltennordheim
Kaltennordheim este un oraș din landul Turingia, Germania.